# 아마사키 코헤이

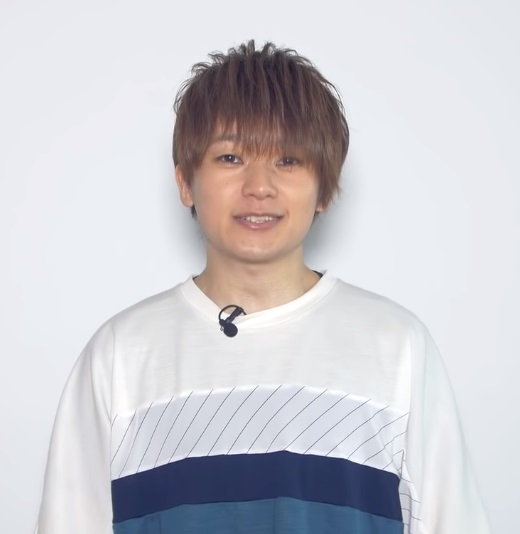

아마사키 코헤이(天崎滉平, 1990년 10월 22일 ~ )는 일본의 남자 성우이다. 아임 엔터프라이즈 소속.
오사카부 셋쓰시 출신.

## 작품

### TV 애니메이션
2019년
- 앙상블 스타즈! - 시라토리 아이라

2020년
- 무효와 로지의 마법률상담사무소 - 사토 켄지
- 히프노시스 마이크 - 야마다 사부로

2022년
- 숲 속의 곰, 동면 중. - 아이리

### 게임
2020년
- 앙상블 스타즈! - 시라토리 아이라

### CD
드라마 CD 
2020년
- 히프노시스 마이크 - 야마다 사부로